# Циполи, Доменико
Доменико Циполи (итал. Domenico Zipoli; 17 октября 1688, Прато — 2 января 1726, Кордова) — итальянский композитор эпохи барокко.

## Биография
Циполи родился в итальянском городе Прато. Там он получил начальное музыкальное образование. В 1707 году, под покровительством Козимо III, великого герцога Тосканского, Циполи стал учеником органиста Джованни Мария Казини во Флоренции. В 1708 году он недолго учился у Алессандро Скарлатти в Неаполе, затем в Болонье и, наконец, в Риме у Бернардо Пасквини. Две его ранние оратории этого периода: San Antonio di Padova (1712) и Santa Caterina, Virgine e martire (1714). Около 1715 года он получил престижную должность органиста в церкви Иль-Джезу в Риме. В начале следующего года он закончил свою самую известную работу — сборник пьес для клавишных под названием Sonate d’intavolatura per organo e cimbalo.
По неизвестным причинам в 1716 году Циполи отправился в испанский город Севилья, где 1 июля вступил в ряды иезуитов для того, чтобы его направили по иезуитской редукции в испанскую колониальную Америку, в Парагвай. Послушником он покинул Испанию с группой из 53 миссионеров, которые достигли Буэнос-Айреса 13 июля 1717 года. Он завершил своё обращение и духовное обучение в Кордове (1717—1724), хотя, из-за отсутствия доступного епископа, он не мог быть рукоположен в сан священника. На протяжении этих нескольких лет он занимал пост музыкального руководителя местной иезуитской церкви. Вскоре его работы стали известны в перуанском городе Лима. 2 января 1726 года Циполи умер в иезуитском доме в Кордове, пораженный неизвестным инфекционным заболеванием. Его могила утеряна.
Наибольшей популярностью у исполнителей пользуется клавишная музыка Циполи. Его итальянские сочинения всегда были известны, но в последнее время[когда?] в Боливии были обнаружены некоторые его южноамериканские произведения.